# Mola del Perelló
El Mola del Perelló és una muntanya de 617 metres que es troba al municipi de Tivissa, a la comarca catalana de la Ribera d'Ebre.